# 民主運動 (カーボベルデ)
民主運動（みんしゅうんどう、ポルトガル語: Movimento para a Democracia）は、カーボベルデの政党。イデオロギーは自由主義。カーボベルデの二大政党のうちの一つであり、1991年から2001年までと、2011年からの二度政権の座についている。党の色は緑、シンボルマークは風車である。
民主運動は自由貿易、開放経済政策と世界貿易機関やECOWASとの協調を重視する中道右派の政党であり、中道民主インターナショナルに加盟している。民主運動の支持基盤はバルラヴェント諸島であるが、ソタヴェント諸島においても都市部を中心に支持を集めている。一方、民主運動の政策は地方農村部の利害と対立するため、サンタ・クルス、サン・フィリペ、サン・ミゲルなど農業の盛んな島においてはあまり支持されていない。

## 歴史
1990年3月14日、カーボベルデ独立アフリカ党（PAICV）の一党独裁制に反対する人びとが結集して結党され、11月には初の党大会を開いた。1991年に行われたカーボベルデ初の民主選挙において民主運動はカーボベルデ独立アフリカ党を破り、3分の2以上の議席でアントニオ・マスカレニャス・モンテイロのもと政権を握った。民主運動政権のもとで一党制を定めた条文が憲法から削除されるなどの民主化が進んだ。
2001年にモンテイロが引退するとカルロス・ヴェイガが大統領候補となったが、激戦の末カーボベルデ独立アフリカ党のペドロ・ピレスに17票差で敗れ、野党となった。2006年の議会選では44.02％の票を集め、72議席中29議席を獲得した。同年の大統領選挙では再びヴェイガが立ったが、49.02%対50.98％でピレスに再び敗れた。
2011年の大統領選ではジョルジェ・カルロス・フォンセカを候補として勝利し、政権を奪回した。フォンセカは2016年の大統領選挙で再選され、2021年4月18日執行の国民議会選挙では37議席を獲得し第1党を維持している。

## 選挙結果

### 大統領選挙
| 選挙 | 立候補者                               | 得票数     | %          | 得票数   | %        | 結果   |
| 選挙 | 立候補者                               | 第一回投票 | 第一回投票 | 決選投票 | 決選投票 | 結果   |
| ---- | -------------------------------------- | ---------- | ---------- | -------- | -------- | ------ |
| 1991 | アントニオ・マスカレニャス・モンテイロ | 70,623     | 73.4%      | -        | -        | 選出   |
| 1996 | アントニオ・マスカレニャス・モンテイロ | 81,821     | 92.1%      | -        | -        | 選出   |
| 2001 | カルロス・ヴェイガ                     | 60,719     | 45.8%      | 75,815   | 50.0%    | 非選出 |
| 2006 | カルロス・ヴェイガ                     | 83,241     | 49.0%      | -        | -        | 非選出 |
| 2011 | ジョルジェ・カルロス・フォンセカ       | 60,887     | 37.8%      | 97,735   | 54.3%    | 選出   |
| 2016 | ジョルジェ・カルロス・フォンセカ       | 93,010     | 74.08%     | -        | -        | 選出   |
| 2021 | カルロス・ヴェイガ                     | 78,603     | 42.39%     | -        | -        | 非選出 |

### 国民議会選挙
| 選挙 | 党首                         | 得票数  | %     | 議席    | +/– | 位置 | 結果 |
| ---- | ---------------------------- | ------- | ----- | ------- | --- | ---- | ---- |
| 1991 | カルロス・ヴェイガ           | 78,454  | 66.4% | 56 / 79 | 56  | 1位  | 与党 |
| 1995 | カルロス・ヴェイガ           | 93,249  | 61.3% | 50 / 72 | 6   | 1位  | 与党 |
| 2001 | カルロス・ヴェイガ           | 55,586  | 40.5% | 30 / 72 | 20  | 2位  | 野党 |
| 2006 | カルロス・ヴェイガ           | 74,909  | 44.0% | 29 / 72 | 1   | 2位  | 野党 |
| 2011 | カルロス・ヴェイガ           | 94,674  | 42.3% | 32 / 72 | 3   | 2位  | 野党 |
| 2016 | ユリス・コレイア・エ・シルバ | 122,881 | 54.5% | 40 / 72 | 8   | 1位  | 与党 |
| 2021 | ユリス・コレイア・エ・シルバ | 109,388 | 48.8% | 38 / 72 | 2   | 1位  | 与党 |